# Договор Клейтона — Булвера
Договор Клейтона — Булвера — межгосударственный договор подписанный 18 апреля 1850 года государственным секретарём США Дж. М. Клейтоном и послом Великобритании в США Генри Бульвер-Литтоном.
Данный договор представлял компромиссное соглашение двух держав по поводу прокладки межокеанского пути через земли Центральной Америки. Заключив этот договор стороны рассчитывали нейтрализовать попытки друг друга монополизировать строительство канала через земли Никарагуа (плана-конкурента идеи Панамского канала) и вместе с тем не допустить в концессию любой другой страны.
США кроме того, не доверяя британской стороне, требовали присоединения к договору Российской империи, однако Россия ответила отказом.